# Flash (pyrotechnisch mengsel)

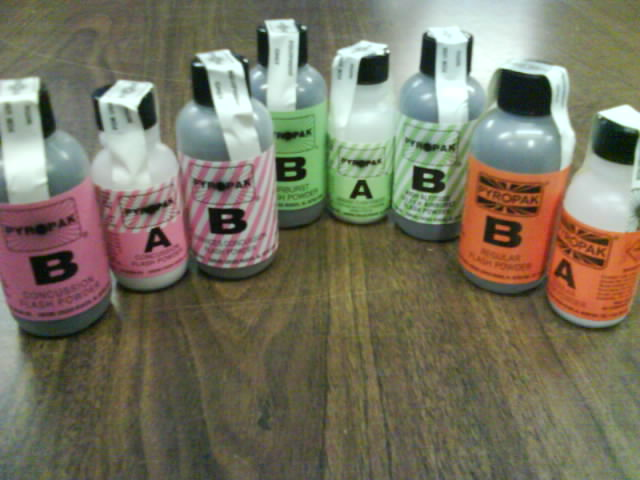
Verschillende flashmengsels, met potjes oxidanten (A) en reductoren (B) in kleurparen naast elkaar gezet.

Flash, ook wel flashkruit, flitspoeder of foutief zilverkruit genoemd, is een explosief mengsel dat vaak in vuurwerk gebruikt wordt. Met name voor knallen en flitseffecten is het uitermate geschikt.

## Samenstelling
Het mengsel bestaat uit twee hoofdcomponenten: een reductor (bijvoorbeeld aluminium of magnesium) en een sterke oxidator (bijvoorbeeld kaliumperchloraat of het goedkopere, maar minder stabiele, kaliumchloraat.) Ook nitraatzouten kunnen gebruikt worden als oxidator. 
Het is wel cruciaal dat deze stoffen in de juiste verhouding tot elkaar staan, omdat anders niet de explosieve eigenschappen worden bereikt die nodig zijn voor de toepassingen van flitspoeder.
Als er afgeweken wordt van deze verhouding kan de compositie traag verbranden en daarbij fel wit licht afgeven, hetgeen bijvoorbeeld in een "star" van toepassing is.
Het thuis maken van flashmengsels is zeer gevaarlijk, en is in Nederland verboden volgens de Wet wapens en munitie.

## Gebruik in vuurwerk
Knalvuurwerk zoals strijkers, lawinepijlen of salutes en de meeste illegale knalmatten/rollen en honderdduizendklappers bevatten zo'n mengsel. Alle mengsels hebben gemeen dat ze zeer snel tot explosief verbranden, een felle lichtflits verspreiden en de omhulsels uit elkaar doen knallen. In vuurwerk wordt alleen de stabiele versie van flash gebruikt, deze zal niet ontbranden bij schokken en statische elektriciteit. Het is een fabel dat modern vuurwerk af zou gaan bij schokken of statische elektriciteit.
Het is in Nederland sinds het vuurwerkbesluit van 1980 verboden om knalvuurwerk met flash te bezitten, kopen of verkopen. Dit soort kruit mag wel, tot een maximum van 2 gram, of 4 gram van de zwakkere versie (slow flash), in vuurwerk dat in de lucht ontploft aanwezig zijn. Hierin heeft het de bedoeling om lichteffecten te verspreiden (burstlading). Volgens de nieuwe Europese eisen (NEN 15947-2) mag dit enkel voor een knaleffect dienen. Voor losse knallers is dit maximaal 5 gram (categorie F3; consumenten vanaf 18 jaar of ouder), dit geldt eveneens voor matten en rollen uit die categorie tot totaal 250 gram. Voor een knaleffect in de lucht (bijvoorbeeld uit potten) is dit maximaal 4 gram (snelle variant) en bij vuurpijlen 10 gram.